# Geduldsflasche

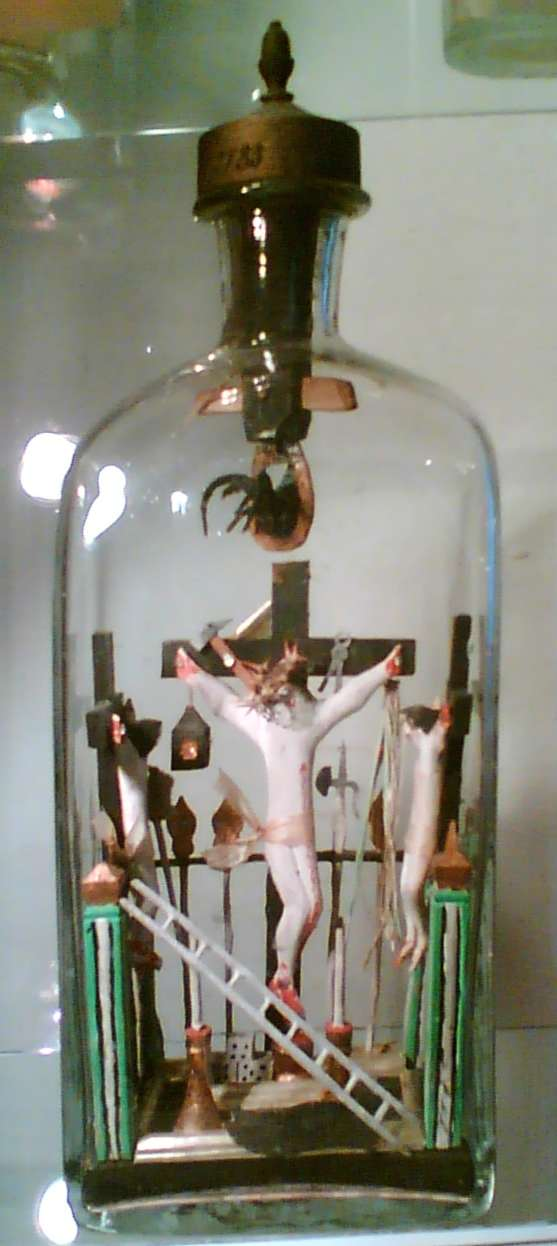
Geduldsflasche

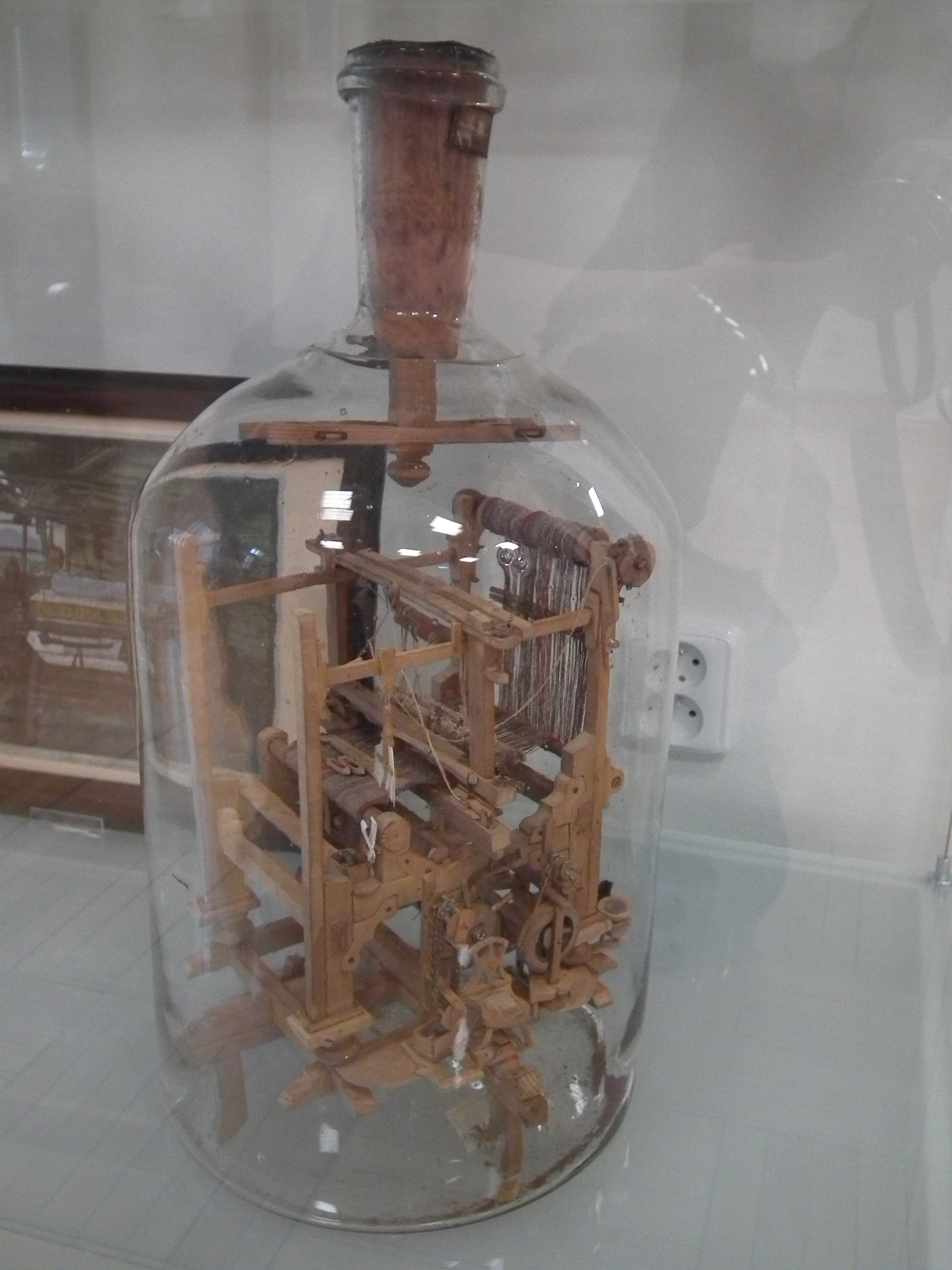
Geduldsflasche mit dem Modell eines Webstuhles

Die Geduldsflasche (auch Geduldflasche, Eingericht oder Eingestellt) ist eine modellhafte Darstellung einer religiösen oder Alltagsszene, die in eine Flasche montiert wird.
Die Kunst, Gegenstände und ganze Szenen in eine Flasche zu bringen, ist weit über 350 Jahre alt. Älteste Eingerichte datieren aus dem Ende des 17. Jahrhunderts. So ist im Inventar der Gottorfer Kunstkammer aus dem Jahr 1694 eine Bergbauflasche erwähnt, welche die Jahreszahl 1679 erkennen ließ. Eine weitere, birnenförmige Flasche mit Mineralien und Bergmann aus dem Heimatmuseum und Naturalienkabinett Waldenburg/Sammlung Linck dürfte ebenfalls noch in das 17. Jahrhundert datierbar sein. Solche Arbeiten stammen in der Regel aus den Regionen Allgäu, Erzgebirge, sowie Böhmen und Mähren. Die dort erstmals gefertigten Eingerichte werden auch als Geduldsflaschen bezeichnet. Sie stellen religiöse Themen wie Krippen- oder Passionsszenen mit Christus, Maria und anderen Heilige dar. Besonders in Regionen mit Bergbau wie dem Erzgebirge beziehungsweise dem heutigen Slowakischen Erzgebirge, Vogtland und Harz hielten Bergleute in Eingerichten darüber hinaus ihre alltägliche Arbeitswelt fest und konnten mit deren Verkauf das oftmals kärgliche Haushaltseinkommen aufbessern.
Die hölzernen Einzelteile des Sujets müssen wie beim später erst aufkommenden Buddelschiff mit Hilfe von feinen Pinzetten, Nadeln und Drähten durch den Flaschenhals bugsiert und im Innern gleich einem Puzzle wieder zusammengefügt werden.

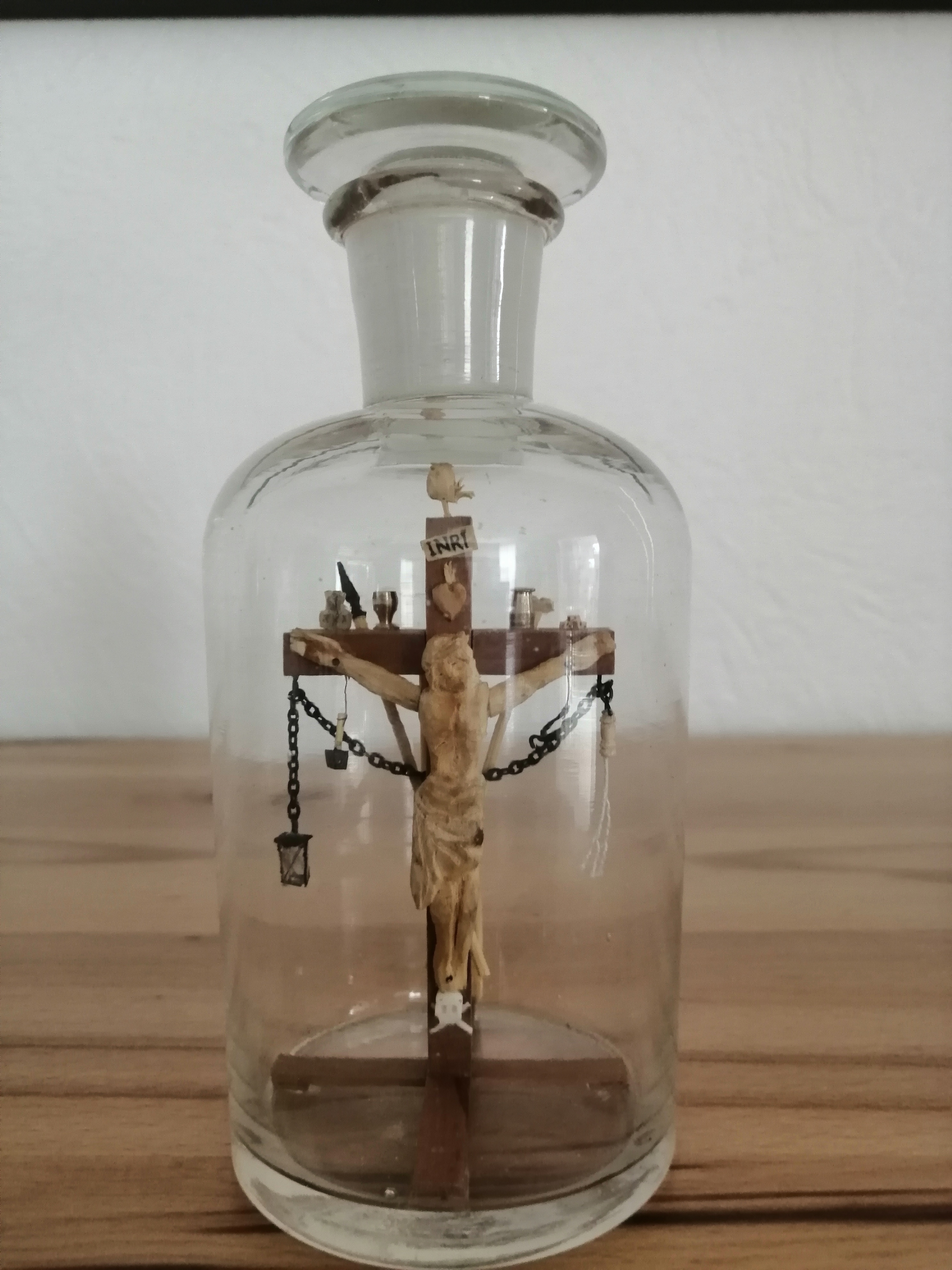
Eingericht von Matthias Schultz, 2021

Einer der ersten und bekanntesten Künstler dieses Genres war, obwohl mit extrem verkürzten und stark verkrüppelt ausgebildeten Gliedmaßen geboren, Matthias Buchinger (auch Buckinger; * 3. Juni 1674 in Fünfbronn (heute Stadt Spalt, Lkr. Roth); † zwischen 10. und 16. August 1739). Ein zeitgenössisches, aber ganz in der Tradition Mittel- und Süddeutschlands ausgeführtes Eingericht stammt hingegen von Buddelschiffbauer Matthias Schultz.
Eine Sonderform des Eingerichts aus dem Erzgebirge stellt die (weihnachtliche) Flaschenpyramide dar. Bei diesem seit Anfang des 20. Jahrhunderts aufkommenden Eingericht ist neben der statischen Darstellung einer Szene in der Regel eine senkrecht stehende, drehbare Achse in die Flasche eingeführt um die sich wie bei der Weihnachtspyramide Figuren oder kleinere Gegenstände drehen.
Ein weiterer Sonderfall der Geduldsflasche stellt die Heiliggeistkugel dar. Ein ähnliches Handwerk, das sich aus dem rund 100 Jahre älteren Eingericht entwickelt hat, sind zudem die Flaschen- oder Buddelschiffe.